# Italo Montemezzi

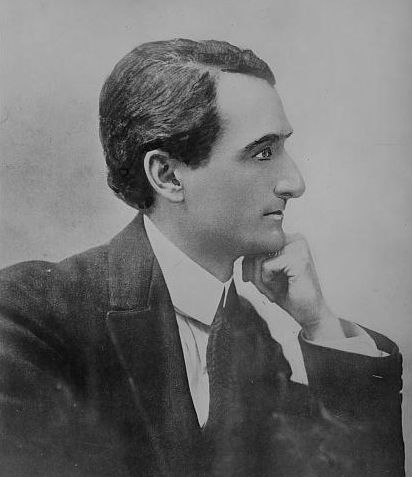
Italo Montemezzi

Italo Montemezzi (né le 31 mai ou le 4 août 1875 à Vigasio, dans la province de Vérone, en Vénétie et mort le 15 mai 1952 dans la même ville) est un compositeur italien de la première moitié du XXe siècle. 

## Biographie
Italo Montemezzi étudie au conservatoire de Milan avec Michele Saladino (1835-1912) et Vincenzo Ferroni (1858-1934). Formé lors du déclin du vérisme, sensible à la musique de Wagner, il obtient son premier succès avec Giovanni Gallurese, créé à Turin en 1905. Il enseigna l'harmonie durant quelques années.
Son chef-d'œuvre, L'Amore dei tre re, créé en 1913 lança sa carrière et le poussa à se consacrer exclusivement à la composition.
Cette œuvre témoigne de l'influence de Wagner, et plus précisément de Tristan und Isolde, tant par sa musique que pour son thème. On a aussi rapproché Montemezzi de Debussy, le symbolisme de L'Amore dei tre re pouvant être mis en parallèle avec celui de Pelléas et Mélisande. La musique du Français a beaucoup influencé le jeune compositeur.
Ses opéras restent néanmoins ancrés dans la tradition italienne, et incorporent certains éléments de l'école vériste. Il fait donc figure, vers la fin de sa carrière, de conservateur, ses opéras, tombant, L'Amore dei tre re inclus, dans un relatif oubli après sa mort, du moins sur le vieux continent. Son principal opéra commence à être peu à peu redécouvert, éclairant le reste de sa production, même s'il semble avoir été condamné à léguer à la postérité l'image d'un homme qui a trouvé le succès dans sa jeunesse avec un chef-d'œuvre, et qui a retenté ce coup d'éclat dans ses productions ultérieures, sans l'atteindre tout à fait. Pietro Mascagni, Ruggero Leoncavallo, Umberto Giordano, ou, plus proche de Montemezzi, Riccardo Zandonai se trouvent dans ce cas.
Pourtant, de son vivant, Montemezzi a toujours connu un très vif succès aux États-Unis, alors que l'Italie et l'Europe ne lui en accordèrent que parcimonieusement. C'est d'ailleurs en Amérique qu'il vécut les années où Benito Mussolini gouvernait l'Italie. Il ne revint dans sa patrie natale que quelques années avant de décéder.
On lui doit aussi Hellera (1909), La Nave (1910), La notte de Zoraima (1931), L'Incantesimo (1942).
L'opéra suivant L'Amore dei tre re, La nave connut un succès assez retentissant à sa création, juste à la fin de la Première Guerre mondiale, mais ses difficultés scéniques l'ont éloigné du destin de l'œuvre précédente. 
Un autre opéra, La Principessa Lontana, est resté inachevé, à l'état de projet.

## Œuvres

### Ouvrages lyriques
- Bianca (non représenté)
- Giovanni Gallurese (28.1.1905 Turin)
- Hellera (17.3.1909 Turin)
- L'amore dei tre re (10.4.1913 Milan)
- La nave (1.11.1918 Milan)
- La notte di Zoraima (31.1.1931 Milan)
- L'incantesimo (9.10.1943 NBC broadcast; 1952 Vérone)
- La Principessa Lontana (jamais mené à bien)

### Autres œuvres
On peut mentionner en outre ses poèmes symphoniques Paolo e Virginia et Italia Mia, ainsi que la cantate le Cantique des cantiques qu'il écrivit au terme de ses années d'études, et qui fut dirigée par Toscanini.

## Sources
- Harold Rosenthal, John Warrack, Roland Mancini et Jean-Jacques Rouveroux, Guide de l'opéra, Paris, Fayard, coll. « Les indispensables de la musique », 1995, 968 p. (ISBN 978-2-213-59567-2)